# Diadegma cinnabaritor
Diadegma cinnabaritor är en stekelart som beskrevs av Aubert 1970. Diadegma cinnabaritor ingår i släktet Diadegma och familjen brokparasitsteklar. Inga underarter finns listade i Catalogue of Life.